# Tenacious D (album)
Tenacious D è il disco d'esordio della band omonima fondata dagli unici due membri fissi del gruppo Jack Black e Kyle Gass. È stato pubblicato nel 2001 dalla Epic Records.
Da questo album sono stati inizialmente estratti due singoli: il primo è stato Tribute, il secondo è stato Wonderboy; di entrambi è stato girato un videoclip. Successivamente la band ha pubblicato un terzo singolo, Fuck Her Gently, il cui videoclip d'animazione è stato curato da John Kricfalusi, il creatore del cartone Ren & Stimpy. Tutti e tre i video sono visionabili nel DVD The Complete Masterwork edito nel 2003.

## Descrizione
Per il loro primo album, Black e Gass si avvalsero della collaborazione di Dave Grohl, del tastierista Page McConnell dei Phish, del chitarrista Warren Fitzgerald, e del bassista Steven Shane McDonald. I Dust Brothers si occuparono della produzione discografica. La maggioranza delle canzoni incluse nell'album erano state già presentate, in forma abbozzata, nella serie televisiva Tenacious D della HBO. Il disco non riporta i titoli delle tracce sul retro della copertina ma solo all'interno; per far sì che l'ascoltatore debba aprire la custodia del CD per leggerli.

### Registrazione
Le sessioni di registrazione per l'album cominciarono con una seduta della durata di due giorni presso lo studio ArcAngel di Neil Diamond a Los Angeles, dove furono incise le prime tracce di batteria. L'utilizzo dello studio si rese possibile perché Diamond era appena apparso con Jack Black nel film Assatanata (Saving Silverman), nel quale Black interpreta un cantante di cover di Neil Diamond. Almeno una canzone fu eliminata dalla tracklist della versione definitiva dell'album. Una versione in studio di Jesus Ranch fu tolta all'ultimo minuto perché non si amalgamava bene con il resto del materiale.

### Controversia sulla copertina
La copertina dell'album mostra Black e Gass nudi in piedi, chitarra alla mano a coprire le parti intime, davanti al diavolo che li sovrasta sullo sfondo. La posa è simile alla carta del Diavolo nei tarocchi. A causa dei riferimenti satanici nella copertina, l'album fu per breve tempo ritirato dai negozi negli Stati Uniti.

## Tracce
1. Kielbasa – 3:02
2. One Note Song – 1:24
3. Tribute – 4:08
4. Wonderboy – 4:07
5. Hard Fucking – 0:36
6. Fuck Her Gently – 2:03
7. Explosivo – 1:56
8. Dio – 1:41
9. Inward Singing – 2:13
10. Kyle Quit the Band – 1:30
11. The Road – 2:20
12. Cock Pushups – 0:47
13. Lee – 1:02
14. Friendship Test – 1:31
15. Friendship – 2:00
16. Karate Schnitzel – 0:37
17. Karate – 1:05
18. Rock Your Socks – 3:33
19. Drive-Thru – 3:01
20. Double Team – 3:11
21. City Hall – 9:02

## Formazione

### Gruppo
- Jack Black - voce, chitarra acustica ritmica
- Kyle Gass - chitarra acustica solista, seconda voce
- Warren Fitzgerald - chitarra elettrica solista
- Page McConnell - tastiere
- Steve McDonald - basso
- Dave Grohl - batteria, chitarra elettrica ritmica

### Altri musicisti
- Ken Andrews - chitarra elettrica solista in Tribute, Kyle Quit the Band, The Road e Friendship
- Andrew Gross - archi in Wonderboy e Fuck Her Gently
- Woody Jackson - sitar in Kielbasa
- Alfredo Ortiz - percussioni in Tribute, Friendship, Rock Your Socks e Double Team
- John King - delay in Explosivo